# Derkaouiyya
 (janvier 2009).
Si vous disposez d'ouvrages ou d'articles de référence ou si vous connaissez des sites web de qualité traitant du thème abordé ici, merci de compléter l'article en donnant les références utiles à sa vérifiabilité et en les liant à la section « Notes et références ».
 (avril 2011).

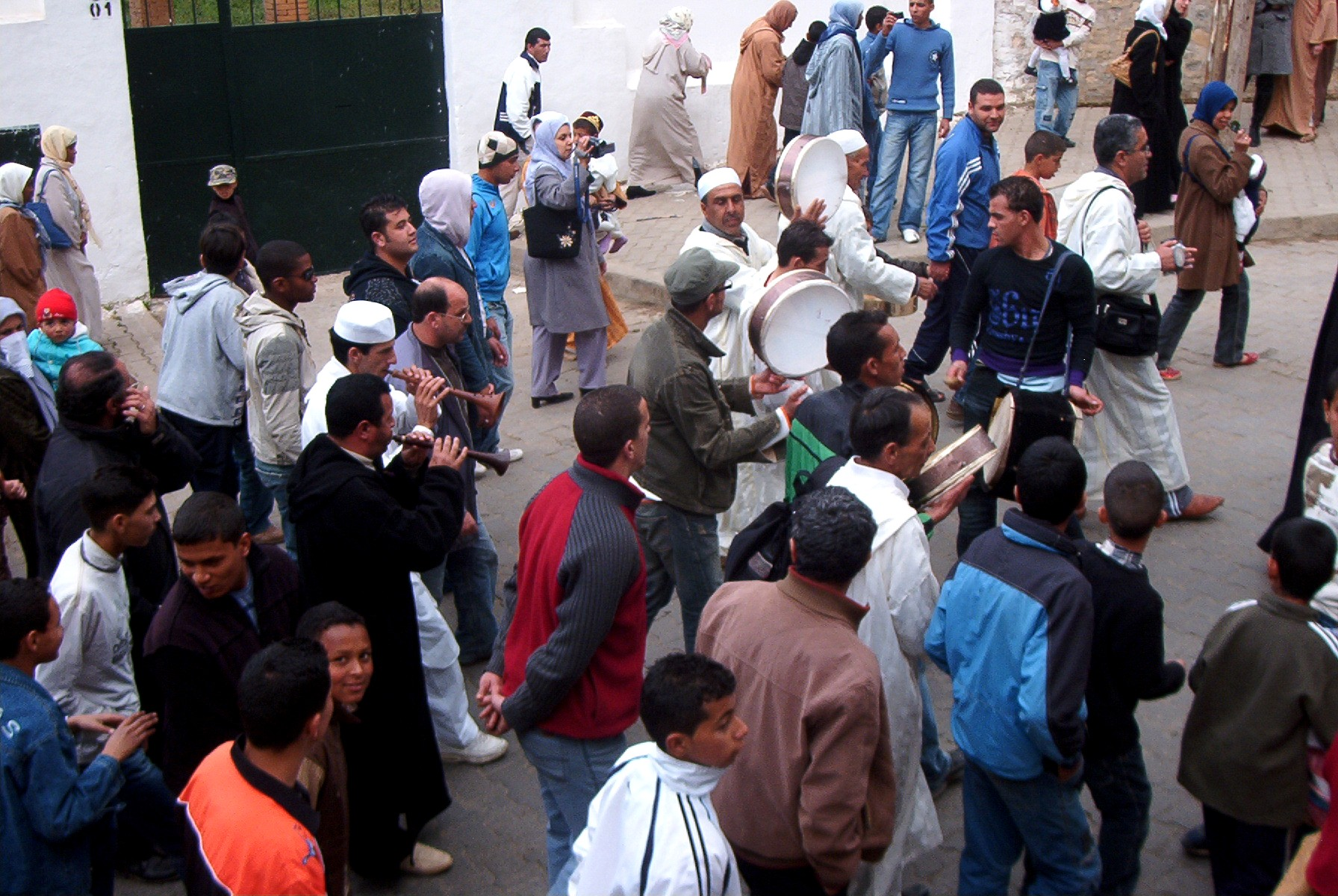
Procession dans les rues de Tlemcen un jour de Mawlid

La Derkaouiyya (ou Derqaouiya) est une confrérie soufie du Maghreb, dérivée de la Chadhiliyya.

## Histoire

### Création
Moulay Larbi Derkaoui crée l’ordre des Derkaoua à la fin du XVIIIe siècle.
Son nom complet est Abou Abdallah Mohammed Larbi Ben Mohammed Ben Hossaïn Ben Saïd Ben Ali Ed Derkaoui. Né en 1760, et originaire de la tribu des Beni Zerroual de Bou Brih (Maroc), il est disciple du grand mystique Moulay Ali Ben Abderrahman El Amrani El Fasi, dit Jamal, qui avait sa Zaouïa à Fès, au lieu-dit Hummat Er-Remula.
Sa doctrine procède de la tarika Chadhiliyya jazouliya. Il décède en 1824 dans sa Zaouïa de Bou Brih, où il est enterré. 
Il laisse trois fils : Sidi Mohammed, Moulay Ali et Moulay Tayeb. Ce dernier lui succède.
Moulay Larbi Derkaoui a des disciples : Sidi Ahmed El Bedaoui El Fassi, Sidi Mohammed El Bouzidi, Sidi Mohammed El Harraq, Sidi Abdelouhad Ed Derbarh El Fassi, Sidi El Hadj Mohammed El Rhomari, Sidi Mohammed El Fassi, Sidi Malek Ez Zehouni et Chérif idrisside Sidi Bouazza Al Mahaji. 
Les sept premiers disciples de Moulay Larbi Derkaoui sont marocains. Ils fondent des tarikas à leur nom. Seul Chérif idrisside Sidi Bouazza Al Mahaji est algérien. Il fonde la Tarika Derkaouia en Algérie.

### Au Maroc
(avril 2011).
- Shadhiliya-Zarruqiya-Darqawiya :
  - Sidi  Al HajMohammed Al Habri  (d.1821/1899).
  - Sidi Mohamed Al Habri (d.1879/1939).
  - Sidi Amar Al Habri (d.1939/2000).
  - Sidi Ali al-Jamal Amrani (d.1193/1778).
  - Moulay al-Arbi Darqawi (d.1239/1824).
  - Sidi Ahmed b. Ajiba (d.1224/1809).
  - Sidi Mohammed Bouzidi (d.1229/1814).
  - Sidi Abul Qacem al-Wazir (d.1213/1798).
  - Sidi al-Haj Mohammed al-Khayyat (d.1241/1826).
  - Sidi Mohammed Dhafir al-Madani (1242/1827).
  - Sidi Said b. Hammou al-Ma'adiri
  - Sidi Tayyeb b. Mohammed Kattani (d.1253/1838).
  - Sidi Mohammed al-Harraq (d.1261/1846).
  - Sidi Mohammed Rwisi Hassani
  - Sidi Ahmed b. Abdelmumin Bensidiq (d.1262/1847).
  - Sidi Abi Zayyan Ahmed Laghrisi (d.1271/1856).
  - Sidi Mohammed b. al-Ghali Ayyub (d.1273/1858).
  - Sidi Ahmed Badawi Zouiten (d.1275/1860).
  - Sidi Omar Bensouda (d.1285/1870).
  - Sidi Abdelwahid b. Badawi Bennani (d.1285/1870).
  - Sidi Abderrahman b. Tayyeb Darqawi (d.1287/1872).
  - Sidi Mohammed b. Masoud al-Fasi (d.1289/1874).
  - Sidi Iyyashi b. al-Makki Noushma'a (d.1294/1879).
  - Sidi Abdessalam b. Ali Benraysun (d.1299/1884).
  - Sidi Said b. Mohammed Susi (d.1300/1885).
  - Sidi al-Arbi Alawi Lamdaghri (d.1309/1894).
  - Sidi Abdellqadir b. Ahmed b. Ajiba (d.1313/1898).
  - Sidi Mohammed b. Maluk Kandari (d.1316/1901).
  - Sidi Taher b. Mohammed Tsuli (d.1319/1904).
  - Sidi Mhammed b. al-Mufaddal Andalusi (d.1320/1905).
  - Sidi Abi Bakr Tbar Hassani al-Fasi (d.1320/1905).
  - Sidi Ahmed Bensouda al-Muri (d.1321/1906).
  - Sidi Abdelghani b. Abdesalam 'Hjajjij (d.1323/1908).
  - Sidi Abderrahman b. Mohammed Shami (d.1327/1912).
  - Sidi Ali b. Ahmed Susi Darqawi Ilighi (d.1328/1913).
  - Sidi Ahmed b. Lmaati Tadlawi (d.1332/1917).
  - Sidi Mhammed b. Abdelwahid Lahlou (d.1341/1926).
  - Sidi Mohamed b. Abdesalam Benabbud (d.1341/1926).
  - Sidi Mahdi b. Abdessalam Matjinush (d.1341/1926).
  - Sidi al-Arabi Huwari
  - Sidi Ali b. Ahmed Shaqur Alami (d. avant 1345/1930).
  - Sidi Mhammed b. Ali al-Murrakushi (d.1345/1930).
  - Sidi Mohammed b. Tuhami Attar (d.1347/1932).
  - Sidi al-Hassan b. Mohammed al-Kuhan (d.1347/1932).
  - Sidi Mohammed Wakili al-Karmati (d.1347/1932).
  - Sidi Abderrahman b. Tayyeb Darqawi (d.1346/1933).
  - Sidi Mohammed Shadhili Lamaskri  (d.1346/1933).
  - Sidi Abdellaziz b. Mohammed Bennani (d.1346/1934).
  - Sidi Abdelkarim b. Tayyeb Darqawi (d.1346/1934).
  - Sidi Ahmed b. al-Qacim al-Khamsi (d.1350/1935).
  - Sidi Mohammed Lamqaddam Khassasi (d.1351/1938).
  - Sidi Mohammed Bensiddiq Hassani (d.1354/1939).
  - Sidi Mohammed b. Ali Wakili  (d.1363/1948).
  - Sidi 'Haddu b. Abdelhadi Bensouda  (d.1354/1939).
  - Sidi Mohammed b. Yusuf Bensouda (d.1355/1940).
  - Sidi Ahmed Bakhat Slimani (d.1355/1940).
  - Sidi Ahmed b. Jilani Amghari (d.1352/1939).
  - Sidi Mohammed b. Ahmed Hajjami (d.1362/1947).
  - Sidi Abdellaziz b. Mohammed Bensouda (d.1361/1948).
  - Sidi Habib b. Abderrahman Darqawi (d.1365/1950).
  - Sidi Saddiq b. Mohammed Alawi (d.1368/1953).
  - Sidi al-Mufaddal Alami Habibi (d. avant 1270/1955).
  - Sidi Abderrahman Amrani Ghumari (d. avant 1270/1955).
  - Sidi Tayea b. al-Mokhtar Manjra (d.1371/1956).
  - Sidi al-Makki b. Abdellah Sbai Hassani (d.1372/1957).
  - Sidi Mohammed b. Ali Tadili (d.1372/1957).
  - Sidi Ali b. Tawdi Bensouda (d.1377/1962).
  - Sidi Mohammed al-Mokhtar Susi (d.1378/1963).
  - Sidi Idriss b. al-Fatimi Bensouda (d.1380/1965).
  - Sidi Ahmed b. Abdellqadir al-Fasi (d.1381/1966).
  - Sidi Ahmed b. Abi Bakr Tbar Hassani (d.1379/1964).
  - Sidi Idriss b. Boujida al-Fasi (d.1379/1964).
  - Sidi Idriss b. Fatimi Bensouda (d.1380/1965).
  - Sidi Mohammed b. al-Habib Filali (d.1386/1971).
  - Sidi Abdelkabir b. al-Mahi Sqali (d.1388/1973).
  - Sidi Zayn Abidin Benabbud (d.1390/1975).

- Shadhiliya-Darqawiya-Debbaghiya :
  - Sidi Abdelwahid b. Allal Debbarh (d.1271/1856).
  - Sidi Abu Bakr b. Mohammed Bennani (d.1284/1869).
  - Sidi Mohammed al-Khulti Ribati (d.1302/1887).
  - Sidi Zayn 'Abidin b. Abi Bakr Bennani (d.1310/1895).
  - Sidi Ibrahim b. Mohammed Tadili (d.1314/1899).
  - Sidi Abdessalam b. Mohamed Bennani (d.1313/1898).
  - Sidi Mohammed b. Ahmed Sabbata (d.1325/1910).
  - Sidi Fath'Allah b. Abi Bakr Bennani (d.1353/1940).
  - Sidi Lotfellah b. Abderrahman b. Sidi fethallah b.sidi abi bakr bennani ….encore en vit

### En Algérie
(avril 2011).
Al Mahaja : sont les premiers fondateurs de la Tarika Derkaouia en Algérie, par Chérif idrisside Sidi Bouazza Al Mahadji de son vrai nom  Sidi Abu Abdullah Abu Ya'za Al Mahadji.
- Shadhiliya-Darqawiya-Mahadjiya : 
  - Sidi Abu Yaaza Mahaji al-Jazairi (Sidi Bouazza Al Mahaji d.1277/1860).
  - Sidi Mohammed b. Qaddur Wakili.
  - Sidi Mohammed Boudali.
  - Sidi Mohammed Bouzidi al-Jazairi (Cheikh Mohamed El Bouzidi d.1824/1909).
  - Sidi Mohammed al-Habri Azzawi (d.1313/1898).
  - Sidi Ahmed b. Aliwa (Cheikh Ahmed Al-Alawi d.1349/1934).
  - Sidi Hachimi Tlemsani (d.1381/1966).
  - Sidi Mustafa Abdessalam Filali (d.1401/1986).
  - Sidi Abdellqadir Aissa (d.1412/1997).
  - Sidi Mohammed Belqayad (Cheikh Mohammed Belkaïd d.1413/1998).

Chérif Idrisi Sidi Bouazza Al Mahaji a pour disciple Sidi Mohammed Ben Kaddour Al Oukili de Kerker (Maroc Oriental Espagnol). Ce maître a pour élève Sidi El Hadj Mohammed Ben Ahmed Ben Abderrahman El Hebri de la famille d’Ouled Bouazza du village d'Ouled Kaïm, fraction de Benikhaled des Beni Snassen. Sidi El Hadj Mohammed El Hebri eut pour disciples : Sidi Mohammed Boudali qui fonde en 1870 la Zaouïa de Aïoun El Berranis près de Taghmaret ; Sidi Hammou Cheikh El Bouzidi, maître de Sidi Ahmed Ben Alioua le fondateur de la tarika El Alaouia de Mostaganem (1867-1934) - Cheikh Al Alawi a pour successeur Cheikh Hadj Adda Bentounès (M-1952).
Cheikh Hadj El Mehdi succéde à son père en 1952.  Exégète remarquable du Coran, Cheikh El Hadj El Mehdi a les curiosités intellectuelles de son temps. 
Son fils Cheikh Khaled lui succéde. Cultivé, libéral et généreux, cheikh Khaled emboîte le pas à ses ascendants - Sidi El Hadj Mohammed Ben Yelles qui se réfugie à Damas après sa campagne contre l’établissement de la conscription en Algérie avant la Première Guerre mondiale. D’autres Zaouïas, dont  celle de Sidi Mohammed El Missoum se rattachent à Moulay Larbi Derkaoui. Une tarika prépondérante par la personnalité de son auteur que et par l'activité de ses adeptes est fondée par Cheikh El Hadj Mohammed Belkaïd.
C’est la tarika Belkaïdiya El Hebriya. Issu d’une vieille famille Tlemcénienne Cheikh El Hadj Mohammed Belkaïd est mort en 1998 à l’âge de 87 ans, laissant sa succession à son fils Abdelatif. La zaouïa qu’il dirige à Sidi Maârouf (Oran) dispense un enseignement dans les différentes branches du savoir : étude du Coran et de la science du hadith, culture littéraire, culture scientifique... Toute l’activité de la zaouïa gravite autour.

### Zaouïa Al Mahadjia
El Mahadja « les quarante chéchias », ce qui veut dire les quarante (Goubbas), (où se trouvent ces 40 coupoles?)
Ces tribus d'El Mahadja sont des Chorafas des ancêtres remontant à Idriss II (fondateur de la dynastie Idrisside une dynastie Arabe 788-985), par son fils Muhammad ben Idris et le fils de ce dernier Ahmad fondant la première dynastie musulmane, d’origine moyen-orientale.
Les Chorafas Idrissides vivent au nord du Maroc et à l’ouest de l’Algérie : Fès (Capital), Ouazzane, Tanger, Taza, Melilla, Oujda et Tetouan (Maroc) - Tlemcen, Ain Temouchent, Sidi-Bel-Abbès, Mostaganem,  Mascara, Chlef, Relizane et Oran (Algérie). 

La tariqa Derkaouia est une sorte d'Ordre mendiant, marqué par la pauvreté, rêvant d'une cité utopique sans riches ni pauvres. Elle prescrit le refus d'obéissance à tout pouvoir temporel et le désintéressement des biens de ce monde. Elle compte de nombreux adeptes en Algérie dans l'Oranie et a pour centre principal les montagnes de l'Ouarsenis.(Qui a vu un soufi habillé en haillon à Oran?) 
Cette confrérie joue un tel rôle dans l'histoire du Maghreb que Octave Depont et Xavier Coppolani écrivaient en 1897 que dans tous les mouvements insurrectionnels en Algérie et au Maroc on trouvait la main de la confrérie Chadhiliyya-Derkaoua.

## Personnalités appartenant à cet ordre
- Personnalités algériennes :
  - Ben Abdelkader ben Abdallâh Mohamed Tahar El-Mahaja, en 1800, théologien et chercheur, a versé dans les sciences du fiqh selon le rite malékite, fit ses études à Oran puis à Fès, obtint le poste de cadi d’Oran qu’il conserva jusqu’à sa mort.
  - L'Émir Abdelkader, 1808-1883, homme politique, chef militaire qui résista longtemps à l'armée coloniale française lors de sa conquête de l'Algérie. (L'Emir Abdelkader n'est pas M'hadji, mais Hachmi)
  - Mohamed Benfreha Al-Mahaji, le premier khalifa (gouverneur) de l'État de l'Émir Abdelkader durant la conquête française de l'Algérie.
  - Mostefa Ben Brahim, 1800-1867, né à Aflou, venu à Boujebha à l'âge d'un an, grand poète algérien qui a rejoint également la résistance de l'Émir Abdelkader. Il n'est pas Mhaji.
  - Si Tayeb El-Mahadji, 1881-1969), un imam algérien, personnalité religieuse éminente d’Oran, un des fondateurs de l’association des oulémas musulmans algériens, un patrimoine culturel de grande valeur dont les œuvres traitent de l’histoire, de la linguistique et des sciences religieuses. Son nom de figure pas dans la liste contenue dans L’Encyclopédie du Soufisme, du Docteur Abd El Mon’im El Hanafi, 1re édition 2003, Éditions Medbouli, le Caire, comptant 1034 pages, l’auteur cite 334 grands noms de Soufis de toutes régions, de tous siècles et de ceux qui les ont critiqués en ne tenant compte exclusivement que de leurs convictions religieuses.
  - Ahmed Messali Hadj, 1898–1974, pionnier de l'idée d'indépendance et un des pères spirituels de l'indépendance de l'Algérie.
  - Cheikh El Miloud Al Mahaji, 1919-2001, né à Oran, fut grand imam, qui créa en 1936 l'association El-Falah à Oran sous l’égide du cheikh et de la médersa du même nom.
  - Ahmed Zabana, né  près d'Oran, premier condamné à mort et guillotiné au tout début de la révolution algérienne.
  - Zeddour Mohamed Brahim Kacem, fils de Si Tayeb Al Mahaji l'un des « cerveaux » de la révolution algérienne, fut arrêté par les troupes françaises quelques jours seulement après son retour d'Égypte où il était étudiant et, en même temps, l'un des animateurs directs du mouvement nationaliste au Caire.